# Otto Bron
Otto Bron (1898 – 1980) was een Zwitsers worstelaar. Hij nam deel aan de Olympische Zomerspelen van 1920 in Antwerpen.

## Belangrijkste resultaten
Otto Bron was een van de 77 Zwitserse deelnemers aan de Olympische Zomerspelen van 1920. Binnen de sport van het worstelen op deze Spelen nam hij deel aan de discipline van de vrije stijl bij de middengewichten (minder dan 75 kg). Hij was de enige Zwitserse deelnemer op dit onderdeel. Op 26 augustus 1920 strandde hij in de tweede ronde na verlies tegen de Fin Eino Leino, die later de gouden medaille zou behalen.
| Jaar | Plaats    | Onderdeel                   | Resultaat | Prestaties                                                   |
| ---- | --------- | --------------------------- | --------- | ------------------------------------------------------------ |
| 1920 | Antwerpen | middengewichten vrije stijl | 9e        | eerste ronde: vrijgesteld tweede ronde: V van FIN Eino Leino |